# 1050 в Україні
1050 в Україні — це перелік головних подій, що відбулись у 1050 році на території сучасних українських земель.

## Особи

### Народились
- 8 листопада, Святополк Ізяславич — Великий князь київський (1093—1113), князь полоцький (1070—1071), новгородський (1078—1088) і турівський (1088—1093).

## Засновані, зведені
- Красне Перше (Обухівський район)